# Arbetarpartiet (Tunisien)
Arbetarpartiet (arabiska: حزب العمال Hizb al-'Ummal), tidigare Tunisiens kommunistiska arbetarparti (arabiska: حزب العمال الشيوعي التونسي Hizb al-'Ummal al-Shuyu'i at-Tunisi) är ett Marxist-leninistiskt parti i Tunisien, bildat 1986. Partiet var förbjudet fram till tunisiska revolutionen 2011, i vilket det spelade en viss roll och vari den då frigivne partiledaren Hamma Hammami blev en symbol för den långa kampen mot förtrycket.
I juni 2012 valde partiet att ta bort ordet "kommunist" ur partinamnet för att undvika att associeras med stereotyper kopplade till termen.
Partiets tradition är den "Albanien-vänliga".[källa behövs]

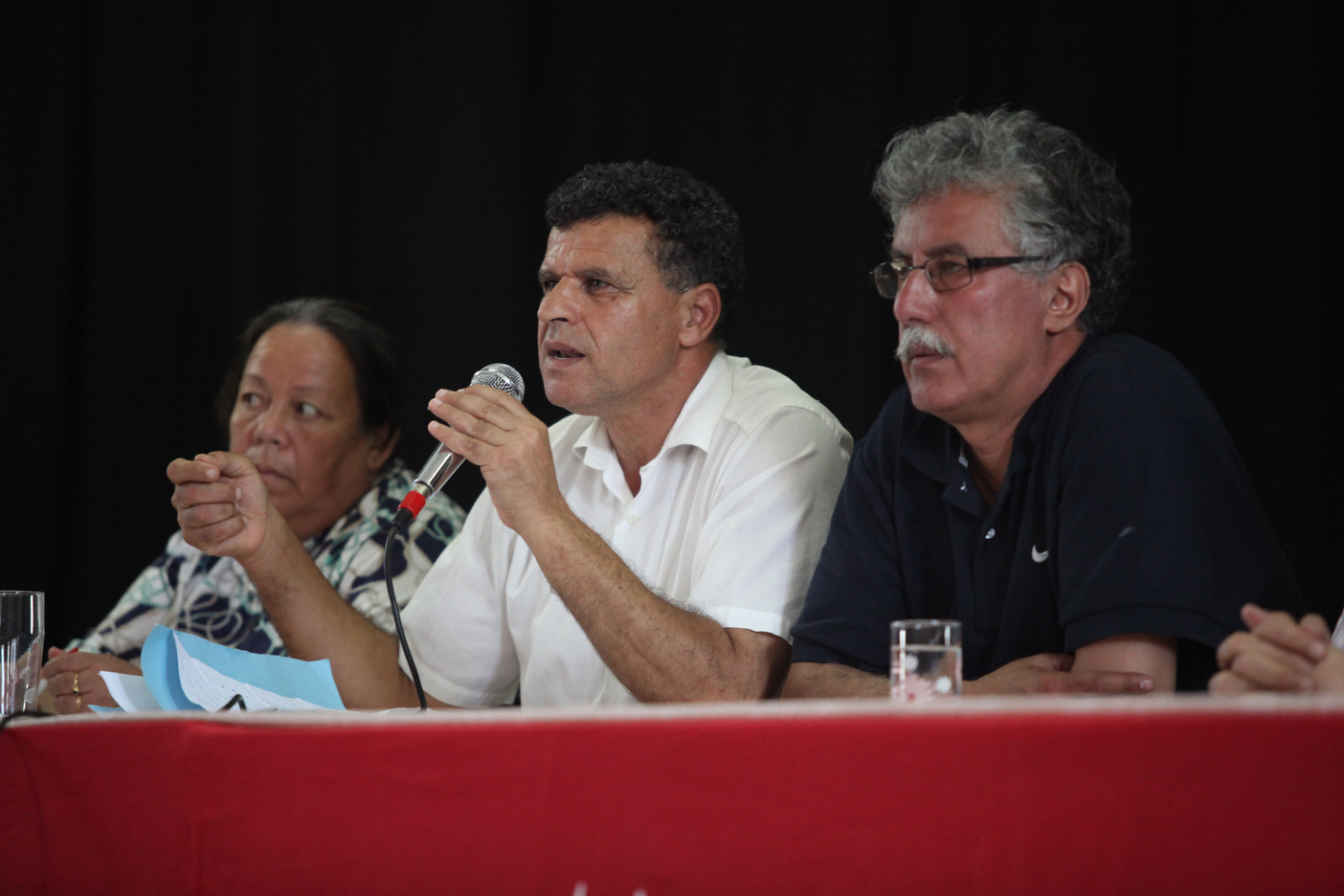
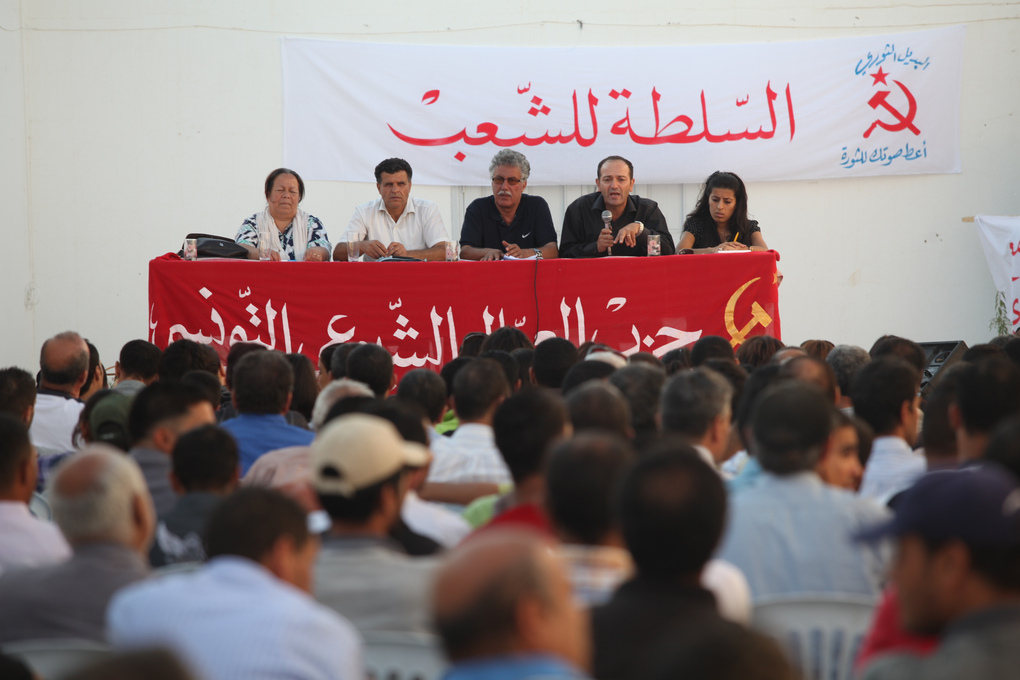
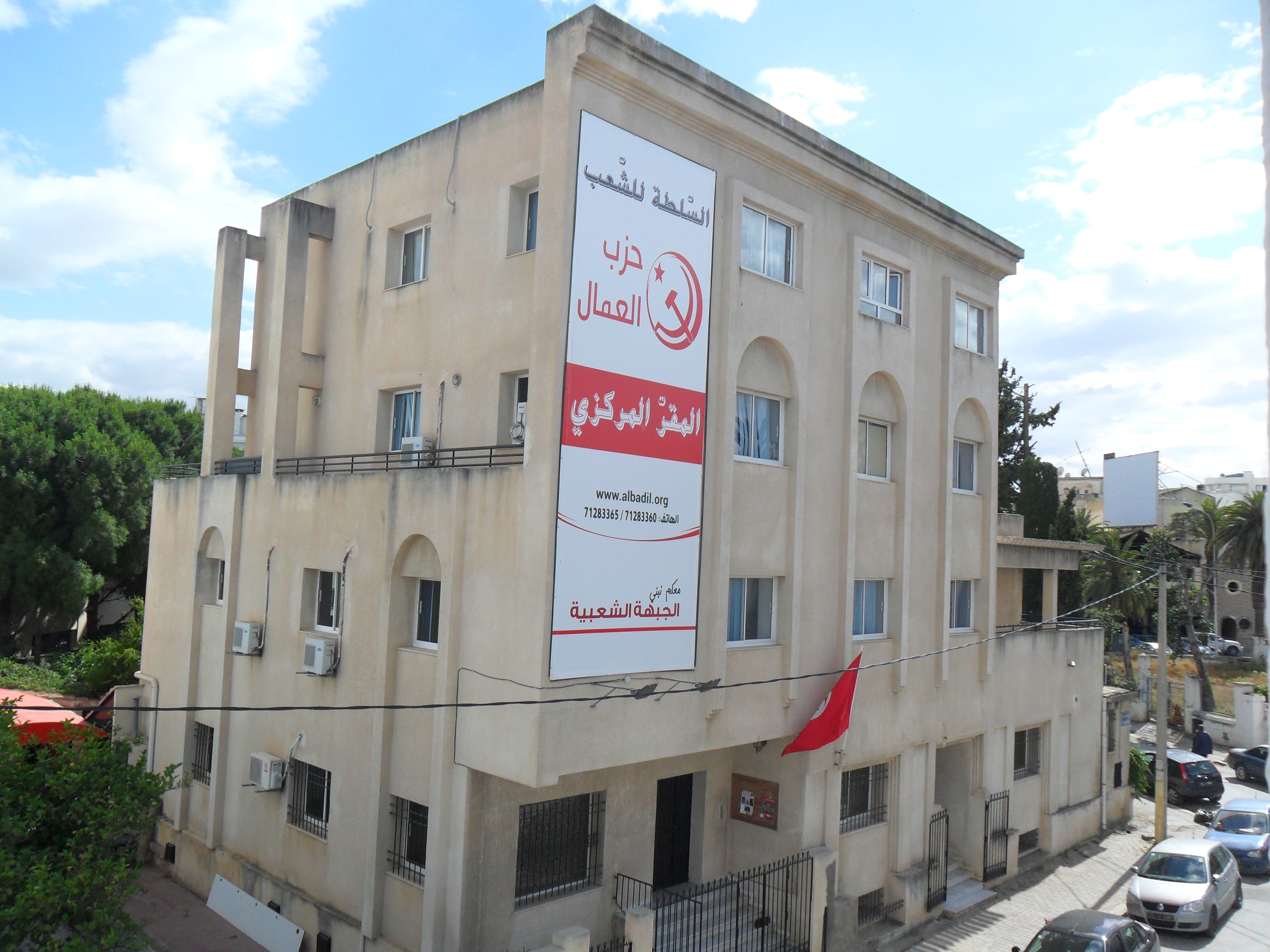